# Буркитбаев, Ануар
Ануар Буркитбаев (1906—1937) — один из инициаторов и зачинателей стахановского движения в Казахстане.

## Биография
Член Коммунистической партии с 1925 года. В 1924—1927 годах работал токарем Карсакпайского медеплавильного завода, в 1927—1932 годах — заведующим сектором, первым секретарём Краевого комитета комсомола Казахстана, в 1933 году — секретарём Риддерского горкома партии.
В 1935—1937 годах — директор Казахского политехнического института. Избирался членом Казкрайкома ВКП(б), КазЦИК, ЦК ВЛКСМ.